# شحیطه
شحیطه (‎/ʃəxiːˈtɑː/‎; عبری: שחיטה; [ʃχiˈta]) روش ذبح دام طبق سنت یهودیان است تا ذبیحه کوشر باشد. (Deut. 12:21, Deut. 14:21, Num. 11:22).

## منشأ کتاب مقدس
تورات (DEU. 12:21الگو:آیه کتاب مقدس به‌همراه کتاب نامعتبر) می‌گوید «از رمه و گله خود که خداوند به تو دهد ذبح کن، چنان‌که به تو امر فرموده‌ام» ولی شیوه «شحیطه» در هیچ‌یک از پنج کتاب اولِ کتاب مقدس عبری توصیف نشده‌است. در عوض در تورات شفاهی این رسوم به صورت سینه به سینه منتقل شده و در هلاخا مدون شده.